# ابوالفتح میرزا مؤیدالدوله

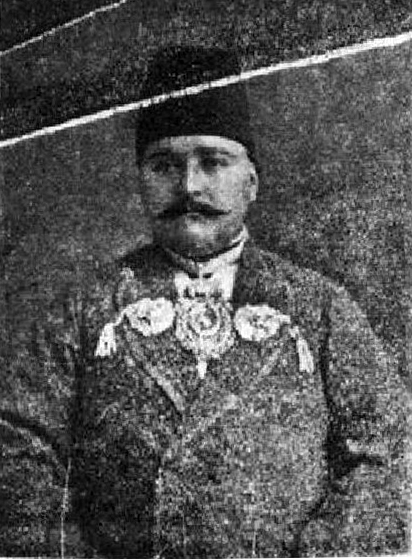
ابوالفتح میرزا مؤیدالدوله

ابوالفتح میرزا مؤیدالدوله (درگذشته ۱۳۳۰ هجری قمری) شاهزاده قاجار که سال‌ها بر ولایاتی چون خراسان، فارس، اصفهان و گیلان حکمرانی کرد.

## زندگی
مؤیدالدوله پسر بزرگ سلطان‌مراد میرزا حسام‌السلطنه (عموی ناصرالدین‌شاه قاجار) و نوه عباس میرزا بود. او در سال ۱۲۸۶ هجری قمری افسرالدوله دختر ناصرالدین‌شاه را به همسری گرفت و در همان سال نیز کامران میرزا پسر ناصرالدین‌شاه با سرورالدوله خواهر مؤیدالدوله ازدواج کرد. به این ترتیب نفوذ و اعتبار مؤیدالدوله در دستگاه دولت فزونی گرفت.
ابوالفتح میرزا در سال ۱۲۸۷ ه.ق. که حسام‌السلطنه به حکومت یزد تعیین شد به نیابت از وی و به پیشکاری میرزا محمدحسین مستوفی تفرشی (ناظم‌الملک) به حکومت یزد رفت. سال بعد حکومت یزد به امیر دوستمحمدخان معیرالممالک پسر دوستعلی‌خان نظام‌الدوله معیرالممالک تعلق گرفت و در عوض حکومت اصفهان به حسام‌السلطنه داده شد. چون حسام‌السلطنه در این زمان در خراسان نیز حکومت داشت، باردیگر ابوالفتح میرزا را به نیابت از خود روانه اصفهان کرد و پیشکاری او را به ناظم‌الملک سپرد. ناظم‌الملک در همین سال درگذشت و به جای او میرزا حسینقلی‌خان نظام‌السلطنه مافی از طرف حسام‌السلطنه  منصوب شد. در ۱۲۹۳ ه.ق. حسام‌السلطنه به جای بدیع‌الملک میرزا عمادالدوله حاکم کردستان و کرمانشاه گشت و چون خود در کرمانشاه می‌نشست، ابوالفتح میرزا را به نیابت به حکمرانی کردستان فرستاد. او در ۱۲۹۷ ه.ق. که شیخ عبیدالله نهری در مهاباد و ارومیه سر به شورش برداشت، کردستان را از آشوب حفظ کرد و به این سبب سال بعد لقب «مؤیدالدوله» و نشان سرتیپی گرفت.
مؤیدالدوله تا ۱۲۹۹ ه.ق. به حکمرانی کردستان برقرار بود. در این سال کردستان به حکومت‌های متعدد ظل‌السلطان ملحق گردید و مؤیدالدوله بجای الله‌قلی‌خان ایلخانی به حکومت زنجان فرستاده شد و تا سال ۱۳۰۱ ه.ق. که ناصرقلی خان عمیدالملک به حکمرانی زنجان منصوب گشت، در این مقام باقی بود. چون حکومت گیلان جزء ابواب جمعی کامران میرزا بود، مؤیدالدوله (که شوهر خواهر و برادرزن وی به شمار می‌رفت) در سال ۱۳۰۳ ه.ق. از جانب او به حکومت گیلان منصوب شد و تا سال ۱۳۰۵ ه. ق. حکومتش در آنجا ادامه داشت. ادوارد براون در کتاب «انقلاب ایران»  در جایی که از شیخ احمد روحی و میرزا آقا خان کرمانی نام می‌برد چنین گوید:«از آنجا [تهران] به رشت رفتند و چندی مهمان مؤیدالدوله حکمران دانشمند بودند ولی همینکه حکمران فهمید که آنها مورد بی مرحمتی ناصرالدین شاه هستند بیرونشان کرد از آنجا به استانبول رفتند.» در سال ۱۳۰۵ ه. ق. ناصرالدین‌شاه حکومتهایی را که زیر نظر و سلطه ظل‌السلطان و کامران میرزا بود از آنان منتزع کرد. از آن جمله حکومت گیلان بود که از مؤیدالدوله گرفته و به برادرش ابوالنصر میرزا حسام‌السلطنه سپرده شد. در سال ۱۳۰۸ ه.ق حسام‌السلطنه معزول گشت و مؤیدالدوله بار دیگر حکومت گیلان یافت و تا سال ۱۳۱۰ ه. ق. که به جای فتحعلی خان صاحب‌دیوان حکمران خراسان و متولی آستان قدس رضوی شد، در این مقام باقی بود. 
مؤیدالدوله روابط بسیار خوبی با علی‌اصغرخان اتابک، صدراعظم ناصرالدین شاه، داشت. مثلاً پس از اینکه از حکومت گیلان معزول و به حکومت خراسان منصوب شد هنگامی که از گیلان به تهران آمد در خانه صدراعظم منزل کرد و پیوسته در آنجا بود تا اینکه به خراسان عزیمت نمود. اعتمادالسلطنه درباب  حکمرانی مؤیدالدوله در خراسان می‌نویسد:«۲۹ شوال ۱۳۱۰ ق. و آنچه مشهور است مؤیدالدوله لدی الورود خراسان ده نفر را کشته‌است.» مؤیدالدوله در این دوره از حکومت خود با احتکار گندم، وضع مالیات بر نانوایان و حمایت از مقربین دستگاه حکومت باعث خشم مردم شد. عاقبت مردم سر به شورش برداشتند و شاه به عزل مؤیدالدوله فرمان داد. هرچند افسرالدوله تلاش کرد با بست نشینی در آستان قدس و میانجیگری نزد شاه، از عزل شوهرش جلوگیری کند، کاری از پیش نبرد.
مؤیدالدوله در سال ۱۳۲۵ قمری به حکومت فارس رفت اما اعتراض مردم شیراز سبب شد که در همان سال به تهران بازگردد. وی در دوران استبداد صغیر مدتی حکمران تهران بود و به دستور محمدعلی شاه آزادیخواهان را محاکمه می‌کرد. ابوالفتح میرزا در سال ۱۳۳۰ قمری درگذشت و در قم در مقبره محمد شاه قاجار مدفون گردید.
گویند سجع مهر او چنین بود:
| مؤیدالدوله ابوالفتح راد |  | صهر شه و گوهر سلطان مراد |

## فرزندان
مؤیدالدوله از افسرالدوله صاحب سه فرزند بود:
| ردیف | نام        | تولد/وفات | یادداشت‌ها                                                                            |
| ---- | ---------- | --------- | ------------------------------------------------------------------------------------ |
| ۱    | زینت‌الدوله |           | همسر معتضدنظام وفائی                                                                 |
| ۲    | افسرالدوله |           | همسر میرزا اسدالله رکن‌السلطان (خواجه نوری) پسر مدیرالسلطنه و نوه عبدالوهاب نظام‌الملک |